# Adriaan Goekoop
Adriaan Eliza Herman Goekoop (Goedereede, 28 april 1859 – Den Haag, 24 september 1914) was een bouwondernemer en amateurarcheoloog te 's-Gravenhage.

## Jeugd

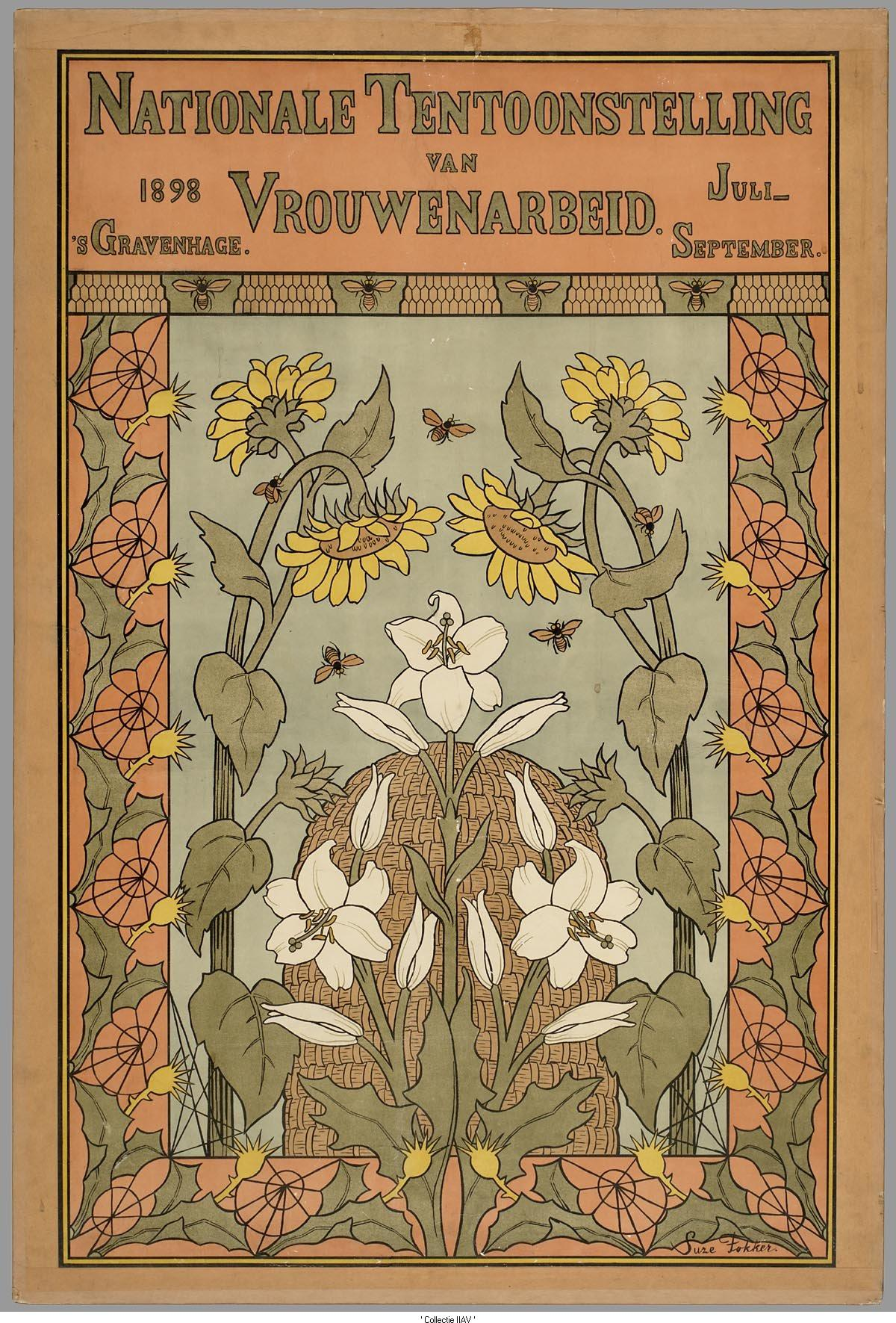
Aankondigingsposter Tentoonstelling voor Vrouwenarbeid 1898, waarvoor Goekoop een terrein in Den Haag beschikbaar stelde

Adriaan Goekoop werd geboren als zoon van Cornelis Goekoop (1819-1890) en Diderica Maria Goekoop (1818-1872). Zijn vader was burgemeester van Goedereede (1844-1859), Ouddorp (1852-1856) en Stellendam (1852-1859). Toen de Alexanderstraat in Den Haag werd aangelegd waren de ouders van Goekoop bij de eersten die er een pand kochten. Hij woonde zijn hele jeugd op nummer 17, vlak bij het Plein 1813. Goekoop ging in Leiden rechten studeren en behaalde zijn graad in 1888. Toen vader Cornelis op 17 januari 1890 overleed, nam Adriaan zijn onroerend goed over en ging wonen in diens huis aan de Laan van Meerdervoort.

### Huwelijken
Goekoop trouwde in 1890 met jkvr. Cécile de Jong van Beek en Donk, dochter van een procureur-generaal in 's-Hertogenbosch, die kort voor het huwelijk was overleden. Hij liet vrouw en kinderen berooid achter, maar had wel voor hen gunstige huwelijkse voorwaarden bedongen.
Omdat zijn vrouw de naam Adriaan niet mooi vond, noemde ze hem 'Paul'. Ze werd een bekende feministische schrijfster en raakte betrokken bij de organisatie van de Nationale Tentoonstelling van Vrouwenarbeid die van juli-september 1898 in Den Haag plaatsvond. Rond die periode kwam het tot een tijdelijke breuk tussen de echtelieden. In die tijd woonde zij enkele maanden in Rome. In 1899 was er een verzoening, maar later dat jaar volgde toch een scheiding.
In 1905 hertrouwde Adriaan Goekoop met de kunsthistorica dr. Johanna de Jongh (1877-1946); uit dit huwelijk werden drie kinderen geboren: dr. Cornelis (1906-1968, vader van burgemeester Cees Goekoop), Johanna (1907) en mr. Adriaan (1908-1977). Zij had kunstgeschiedenis gestudeerd en was in Berlijn in 1903 als eerste vrouw ooit gepromoveerd (op de dissertatie Holland und die Landschaft). Sinds 1904 gaf zij als privaatdocente les in Utrecht, ook als eerste vrouw. Beiden hielden van de oudheid, vooral van klassieke archeologie. In 1929 kocht zij het geheel verwaarloosde Kasteel De Essenburgh dat zij grondig liet renoveren. Zij bleef eigenaresse tot de verkoop in 1944 aan Bernard Carp, hoewel zij vanaf 1935 in Ginneken was gaan wonen.

## Werk
Het centrum van Den Haag raakte overbevolkt en er ontstond behoefte buiten de Haagse grachtengordel woonwijken aan te leggen. Goekoop richtte enkele dochterondernemingen op die zich ieder met een bepaalde wijk bezighielden, waaronder de Maatschappij tot Exploitatie van Onroerende Goederen Laan van Meerdervoort. Ook ging hij door met het aankopen van grond. In 1895 kocht hij een stuk duinlandschap, waarop hij de eerste straten van het Statenkwartier aanlegde. Er kwamen grote pleinachtige kruisingen zoals het Frederik Hendrikplein, het Prins Mauritsplein en het Statenplein.

### Zorgvliet
Zorgvliet was een verhaal apart. Het behoorde ook toe aan Willem II, later aan Anna Paulowna er vervolgens aan dochter Sophie. Nadat Sophie met Karel Alexander van Saksen-Weimar-Eisenach trouwde, verbleef het echtpaar 's zomers regelmatig op het Catshuis op Zorgvliet. Zij verkocht delen van de grond waarop vervolgens de wijken Statenkwartier en Duinoord werden gebouwd. Sophie overleed in 1897, waarna er allerlei kopers op Zorgvliet afkwamen, bouwondernemers, de gemeente Den Haag, en Adriaan Goekoop. De laatste kocht het landgoed via bouwmaatschappij Het Park Zorgvliet, waarvan hij mede-eigenaar was. Vervolgens kocht hij hieruit het Catshuis met wat grond en ging er zelf wonen. De ingang ligt aan de Scheveningseweg 24.
Met de rest van Zorgvliet werd niet veel gedaan totdat het voormalige paleis Buitenrust in 1905 met grond aan de gemeente werd verkocht. Deze droeg het over aan de Carnegie Stichting zodat het Vredespaleis daar gebouwd kon worden.

## Cultureel
Al in zijn schooltijd had Adriaan belangstelling voor geschiedenis en het oude Griekenland en die is hem altijd bijgebleven, maar hij had ook belangstelling voor de ontwikkeling van andere zaken. Zo schonk hij geld aan het Gymnasium Haganum, aan de Haagse Kookschool, het oogziekenhuis aan de Tasmanstraat, en hij ondersteunde de opgravingen in Voorburg van Forum Hadriani. Hij was bestuurslid van vereniging Arentsburgh. In 1902 kocht hij een Oudegyptische grafkapel van de Egyptische overheid die hij schonk aan het Rijksmuseum van Oudheden in Leiden. Ook buiten Nederland ondersteunde hij opgravingsactiviteiten. En tijdens de Balkanoorlog schonk hij 40.000 gulden ten behoeve van de Nederlandse inzet van een ambulance in Griekenland.
Hij reisde veel naar Griekenland en was betrokken bij meerdere opgravingen. Ook onderhield hij contact met Wilhelm Dörpfeld. In zijn boek Ithaque, la Grande (1908) vertelt hij hierover.

## Trivia
- In Den Haag is de Adriaan Goekooplaan (met op nummer 10 het Catshuis) naar hem vernoemd.[6]
- Cees Goekoop, burgemeester van Leiden (1980-1999), was een kleinzoon van Adriaan en Johanna Goekoop.

## Publicaties
- Adriaan Goekoop: De staat als grondeigenaar. (Proefschrift Leiden). Leiden, Somerwil, 1888.
- Adriaan Goekoop: Ithaque, la Grande. Athènes, Beck & Barth, 1908.